# 스타베크 포트발

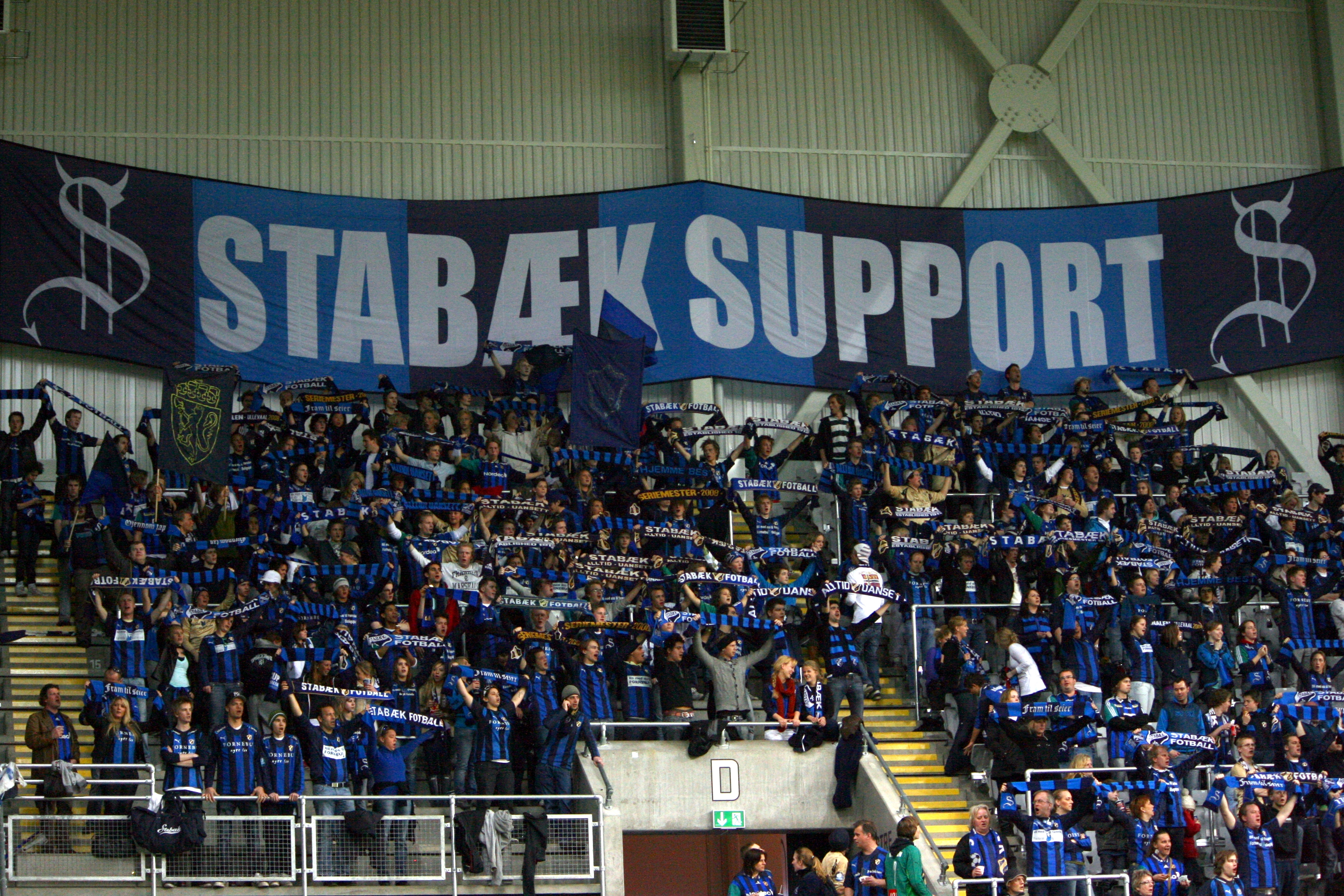

스타베크 포트발(노르웨이어: Stabæk Fotball)은 노르웨이의 종합 스포츠 클럽인 스타베크 IF(Stabæk Idrettsforening)의 축구 클럽으로 1912년에 설립되었으며 오슬로 근교의 베룸을 연고로 한다.
스타베크 IF에는 축구를 비롯하여 핸드볼, 아이스하키와 유사한 겨울 스포츠 종목인 밴디와 겨울 스포츠인 알파인스키팀도 보유하고 있다. 예전에는 육상팀도 있었다.
이 중 축구팀인 스타베크 포트발 (Stabæk Fotball)이 가장 두드러진 활약을 보여주고 있다. 이 팀은 1995년부터 엘리테세리엔에서 활동하고 있다. 하지만 2004년 시즌에는 14팀 가운데 13위를 기록하면서 강등되었다. 바로 다음 시즌인 2005년에 노르웨이 1.디비전에서 5위를 기록하여 승격하였다. 2007년 시즌에는 최초로 리그 준우승을 차지하였다. 이는 현재까지 스타베크의 리그 최고 성적이다. 1998년에는 노르웨이 컵 결승전에서 로센보르그 BK를 3-1로 누르고 우승컵을 들어올리기도 했다.

## 역대 우승 기록
- 노르웨이 프리미어리그

우승 (1): 2008
- 노르웨이 프리미어리그 준우승

우승 (1): 2007
- 노르웨이 컵

우승 (1): 1998

## 유럽 대회 성적
| 시즌      | 대회            | 라운드    |                     | 클럽                 | 결과     |
| --------- | --------------- | --------- | ------------------- | -------------------- | -------- |
| 1997-98   | UEFA 인터토토컵 | 조별리그  | 그리스              | 파나차이키           | 1-1      |
|           |                 | 조별리그  | 페로 제도           | B36 토르스하운       | 5-0      |
|           |                 | 조별리그  | 벨기에              | KRC 겡크             | 3-4      |
|           |                 | 조별리그  | 러시아              | 디나모 모스크바      | 1-1      |
| 1998-99   | UEFA 인터토토컵 | 1회전     | 세르비아 몬테네그로 | 보이보디나           | 1-2, 2-3 |
| 1999-2000 | UEFA컵          | 1회전     | 스페인              | 데포르티보 라 코루냐 | 1-0, 0-2 |
| 2000-01   | UEFA 인터토토컵 | 1회전     | 몰타                | 플로리아나           | 1-1, 2-0 |
|           |                 | 2회전     | 프랑스              | 오세르               | 0-2, 0-3 |
| 2002-03   | UEFA컵          | 예선전    | 북아일랜드          | 린필드               | 4-0, 1-1 |
|           |                 | 1회전     | 벨기에              | 안데를레흐트         | 1-0, 1-2 |
| 2004-05   | UEFA컵          | 예선2회전 | 핀란드              | 하카                 | 3-1, 3-1 |
|           |                 | 1회전     | 프랑스              | 소쇼                 | 0-4, 0-5 |
| 2008-09   | UEFA컵          | 예선2회전 | 프랑스              | 스타드 렌            | 2-1, 0-2 |

 주: 굵게 표시된 것이 홈경기이다. 

## 선수 명단

### 현역
참고: FIFA 자격 규정에 따라 소속된 국가대표팀 국기를 표시합니다. 선수는 복수의 FIFA 비회원국 국적을 가지고 있을 수 있습니다.
| 번호 | 포지션 | 국적 | 이름 |
| ---- | ------ | ---- | ---- |

| 번호 | 포지션 | 국적 | 이름                |
| ---- | ------ | ---- | ------------------- |
| 18   | MF     | 가나 | 아부 바와           |
| 24   | MF     |      | 칼로얀 코스타디노프 |
| 27   | MF     | 가나 | 이매뉴얼 단소       |
| 30   | FW     |      | 프레데릭 엘레가드   |

## 역대 감독
| 감독        | 임기        |
| ----------- | ----------- |
| 밥 브래들리 | 2014 ~ 2015 |
| 헨닝 베르그 | 2018 ~ 2019 |